# Brillante Mendoza
Brillante "Dante" Mendoza (San Fernando, 30 juli 1960) is een Filipijns filmregisseur. Mendoza won in zijn carrière als filmmaker vele prijzen, waaronder die van beste regisseur op het Filmfestival van Cannes in 2009 voor zijn film 'Kinatay'. Hij is daarmee de eerste Filipijnse regisseur ooit die deze prestigieuze prijs won.

## Biografie
Mendoza studeerde schone kunsten en reclame aan de University of Santo Tomas in Manilla. Hij begon zijn carrière als production designer voor film, televisie en theater. Hij werkte aan films als Takaw Tukso' (1986), 'Private Show' (1986), 'Olongapo' en 'The Great American Dream' (1987). Daarnaast was hij een veelgevraagd production designer voor reclamefilmpjes.
In 2005 begon Mendoza met het maken van speelfilms. Zijn films kenmerken zich door "de neo-realistische ruwe stijl en zijn duidelijk geworteld in de sociale context van de hedendaagse Filipijnen". In 2008 is er voor het eerst een film van Mendoza te zien op het Filmfestival van Cannes. De film wekte door de expliciete seks-scènes bij sommige mensen afschuw en kritiek op. Anderen beoordeelden de film juist als erg goed.
Ook zijn volgende film Kinatay (2009) haalde Cannes. Met deze film won Mendoza als eerste Filipino de prijs voor beste regisseur op het Filmfestival van Cannes. Zijn film Sinapupunan (Thy Womb) (2012) vertelt het verhaal van een onvruchtbare vroedvrouw in Tawi-Tawi, gespeeld door Nora Aunor. De film was te zien op het 69e Filmfestival van Venetië en won daar drie prijzen, waaronder die voor beste actrice.

## Filmografie
- 2005 Masahista
- 2006 Kaleldo
- 2006 Manoro
- 2007 Pantasya
- 2007 Foster Child
- 2007 Slingshot/Tirador
- 2008 Serbis
- 2009 Kinatay
- 2009 Lola[3]
- 2012 Captive
- 2012 Sinapupunan (Thy Womb)
- 2013 Sapi
- 2015 Taklub (Trap)
- 2016 Ma' Rosa